# Cremastus exochus
Cremastus exochus là một loài tò vò trong họ Ichneumonidae.